# Ми можемо бути героями (фільм, 2020)
«Ми можемо бути героями» (англ. We Can Be Heroes) — американський супергеройський фільм 2020 року сценариста та режисера Роберта Родрігеса. Спін-офф «Пригод Шаркбоя і Лави» (2005). Родрігес також виступив оператором і монтажером фільму, в якому зіграли Приянка Чопра Йонас, Педро Паскаль, Яя Госелін, Бойд Холбрук, Адріана Барраза, Санґ Канґ, Тейлор Дулі та Крістіан Слейтер. Він вийшов 25 грудня 2020 року на Netflix та отримав загалом позитивні відгуки критиків. Сиквел знаходиться у розробці.

## Синопсис
Після того, як головних супергероїв Землі викрадають інопланетні загарбники, їхні діти об'єднуються в команду і вчаться працювати спільно для того, щоб врятувати світ і своїх батьків.

## Акторський склад
| Актор                 | Роль           |
| --------------------- | -------------- |
| Яя Госселин           | Міссі Морено   |
| Пріянка Чопра         | Міс Ґранада    |
| Педро Паскаль         | Маркус Морено  |
| Адріана Барраза       | бабуся Морено  |
| Гейлі Рейнгарт        | Миз Вокс       |
| Санґ Канґ             | Блайндінг Фест |
| Тейлор Дулі           | Лава           |
| Бойд Голбрук          | Чудо-Хлопець   |
| Крістіан Слейтер      | Тех-но         |
| Крістофер Мак-Дональд | Ніл Анамі      |

## Український дубляж
- Ксенія Лук'яненко — Micci
- Дем'ян Шиян — Джокер
- Тимофій Кравченко — Колеса
- Валерія Мялковська — Гупі
- Євгеній Лебедин — Локшин
- Дмитро Зленко — Змінопик
- Кіра Подольська — Око
- Іван Кокшайкін — Перемот
- Юлія Угрин — Перемотка
- Мілош Лучанко — Слоупок
- Вікторія Москаленко — Mic Ґранада
- Олександр Погребняк — Маркус Морено
- Людмила Суслова — Аніта Морено
- Михайло Кришталь — Президент
- Дмитро Тварковський — Тех-Но
- Валерія Лисенко — А-Капелла Вокс
- Катерина Брайковська — А-Капелла Вокс
- Юрій Кудрявець — Блискавичний
- Євгеній Лісничий — Диво-Красень
- Аліна Проценко — Мама Перемота
- Роман Молодій — Тато Перемотки
- Олена Борозенець — Ведуча
- Роман Солошенко — Охоронець
- Вікторія Хмельницька — Лава
- А також: Дмитро Шапкін, Микола Сирокваш, Майя Ведернікова

Фільм дубльовано студією «Le Doyen» на замовлення компанії «Netflix» у 2021 році.
- Перекладач — Олена Любенко
- Режисер дубляжу — Максим Кондратюк
- Асистент режисера — Марина Булаковська
- Звукорежисер — Богдан Янківський
- Звукорежисер перезапису — Олена Лапіна
- Координатор проєкту — Валентина Левицька

## Сприйняття

### Критика
Фільм отримав посередні відгуки від кінокритиків. На вебсайті Rotten Tomatoes стрічка має рейтинг 72 % за підсумком 43 рецензій, а її середній бал становить 6/10. На Metacritic стрічка отримала 51 бали зі 100 на підставі 10 рецензій.

### Перегляди
5 січня 2021 Netflix повідомив, що фільм подивилося 44 мільйони домогосподарств.

## Продовження
У січні 2021 Netflix анонсував розробку сиквелу.